# Chinna Anuppanadi
Chinna Anuppanadi (o Anuppanady) è una suddivisione dell'India, classificata come census town, di 15.415 abitanti, situata nel distretto di Madurai, nello stato federato del Tamil Nadu. In base al numero di abitanti la città rientra nella classe IV (da 10.000 a 19.999 persone).

## Geografia fisica
La città è situata a 09° 54' 15 N e 78° 08' 35 E.

## Società

### Evoluzione demografica
Al censimento del 2001 la popolazione di Chinna Anuppanadi assommava a 15.415 persone, delle quali 7.931 maschi e 7.484 femmine. I bambini di età inferiore o uguale ai sei anni assommavano a 1.628, dei quali 859 maschi e 769 femmine. Infine, coloro che erano in grado di saper almeno leggere e scrivere erano 10.794, dei quali 6.071 maschi e 4.723 femmine.